# Saint-Maximin-la-Sainte-Baume
Saint-Maximin-la-Sainte-Baume este o comună în departamentul Var din sud-estul Franței. În 2009 avea o populație de 14.165 de locuitori.

## Evoluția populației
| An        | 1975  | 1982  | 1990  | 1999   | 2006   | 2009   |
| --------- | ----- | ----- | ----- | ------ | ------ | ------ |
| Populație | 4.013 | 5.511 | 9.594 | 12.402 | 14.183 | 14.165 |